# Bisdom Pyay
Het bisdom Pyay (Latijn: Dioecesis Pyayensis) is een rooms-katholiek bisdom met als zetel Pyay, in Myanmar. Het bisdom is suffragaan aan het aartsbisdom Yangon. 

## Geschiedenis
Het bisdom werd opgericht op 9 juli 1940, als de apostolische prefectuur Akyab, uit delen van het bisdom Chittagong. Op 19 september 1957 veranderde het van naam naar apostolische prefectuur Prome. Op 21 februari 1961 werd het verheven tot bisdom. Op 8 oktober 1991 veranderde het nogmaals van naam naar bisdom Pyay. 

## Parochies
Het bisdom had in 2021 een oppervlakte van 80.938 km2 en telde 7.309.130 inwoners waarvan 0,4% rooms-katholiek was.

## Bisschoppen
- Thomas Albert Newman (prefect: 12 Jul 1940, bisschop: 21 februari 1961 - 2 oktober 1975)
- Joseph Devellerez Thaung Shwe (2 oktober 1975 - 3 december 2010)
  - Gregory Taik Maung (hulpbisschop: 8 november 1984 - 16 juli 2010)
- Alexander Pyone Cho (3 december 2010 - 3 december 2024)
- Peter Tin Wai (3 december 2024 - heden)